# トーマス・ボック
トーマス・ボック（Thomas Bock, 1957年2月16日 - ）は、ドイツの建築学者・ロボット工学者。ミュンヘン工科大学建築学部教授。東京大学特任教授。大阪工業大学ロボティクス＆デザイン工学部客員教授。
建築とロボットを融合させた「建設ロボット」研究の第一人者で、2017年に日本とドイツの相互理解や学術振興に貢献した優秀な研究者に贈られるオイゲン＆イルゼ・ザイボルト賞を受賞。

## 経歴
- 1957年2月16日 ドイツ・フライブルク生まれ
- 1977年～1983年 シュトゥットガルト大学で建築学・土木工学を研究。
- 1978年 同大学軽量構造物研究所で ５室管による可動運河ブロック材の企画とテストに従事。
- 1979年 ジャン・プルーべ アトリエにて、パリの「クリシー人民の家」の復旧企画に従事。
- 1981年～1982年 イリノイ工科大学大学院建築学修士課程修了。（フルブライト奨学金授与。論文：シカゴ都心部向けの多目的高層ビル）ハーバード大学の最優秀米国論文賞を授与。
- 1982年～1983年 ヒューストン大学及びNASAにおける環境センターで宇宙ステーション設計。ドイツ学術交流会（DAAD）奨学金授与。
- 1983年～1984年 バルセロナにおける鉄筋コンクリートの商業・集合住宅ビルの設計に従事。
- 1984年～1989年 日本で文部省奨学金授与。東京大学工学博士授与。
- 1989年4月～10月 パリCNRS（国立科学研究センター）研究員
- 1989年10月 カールスルーエ大学土木学部助教授（建築管理におけるオートメーション）
- 1990年～97年 建築におけるロボット工学についての技術移転センター設立
- 1990年 据付式組積工事ロボットの開発
- 1991年 ヨーロッパ共同体(EU）一般指令13委員会のコンサルタント
- 1992年 プレキャストコンクリートパネル多機能生産ユニットの開発
- 1994年 可動式ヘビーデューティーロボット「ＲＯＣＣＯ」エスプリ3 6450開発
- 1997年11月～ ミュンヘン工科大学建築学部教授
- 2000年 モスクワの建設･建築アカデミーより金賞受賞
- 2000年 中国研究助成金協議会査定員
- 2001年 サンクトペテルブルクのロシア科学アカデミーのメンバー
- 2002年 ベラルーシコンピューター科学アカデミーのメンバー
- 2003年 カナダ工学科学国立協議会査定員、ロシアのノヴォチェルカスク大学名誉教授
- 2004年 ドイツ・ヴィースバーデンのNPOプレファブ研究協会理事
- 2005年 ロシア建設アカデミーのメンバー
- 2011年 日本政府より外務大臣表彰受賞[4]
- 2018年 大阪工業大学ロボティクス＆デザイン工学部客員教授
- 2019年 東京大学特任教授

## 人物
1977年から1983年までシュトゥットガルト大学で土木工学（2年間）と建築を学んだ後、フルブライト奨学金を授与され、1981年から1982年までシカゴのIIT-イリノイ工科大学で学んだ。 そこでの彼の論文「シカゴのダウンタウンにある多用途高層ビル （ Myron Goldsmith、Fazlur Khan）」が、ボストンのハーバード大学から「ベストUSA論文賞」を授与された。その後、ヒューストン大学の環境センターでLarry Bellと協力して、NASA宇宙ステーションの開発に取り組んだ。彼はフライ・オットー 、ジャン・プルーヴェ、ファズラー・カーンとインターンシップを行う。 IITでの研究中に、日本の積水ハウスから製造されたプレハブ住宅「積水ハイムM1」のパンフレットに出会い、興味を持つ。そして、彼は日本に行き、建設の自動化とロボット工学を研究するようになる。1984年から1989年まで、日本文化科学省の奨学金を受け、東京大学(内田研究室)で「ロボット志向の建設と建築システムの研究について」工学博士号を取得した。その後、パリのCNRS-Centre National de la recherche scientifiqueでの短期間の研究滞在の後、1989年からカールスルーエ大学（TH）のシヴィル部門の建設における自動化の教授として32年務め評判を得る（2009年：カールスルーエ工科大学 ）。1990年には建設用ロボット工学のシュタインバイス転送センターを設立。 
1997年カールスルーエからミュンヘン工科大学に、建築物の実現と建築情報学（現在：建築物の実現とロボット工学の構築）の正規教授として転任。 
1996年以来、CVフレンドリー協会であるAV_Edo-Rhenania_Tokio カトリック学生協会の名誉会員である。

## 業績
ボックは革新的な建設技術、特にその自動化とロボット工学を融合させた国際的スペシャリストであり、英語、ドイツ語、フランス語、日本語、ロシア語で300以上の著書がある。 編集ボードメンバーになっている書籍は、建築における自動化（エルゼビア出版）、ジェサ（フランス、エルメス出版）、バウインフォルマツク（建築出版）、ロボット化（ケンブリッジ大学出版）など。 
彼は、欧州委員会の総局XIII（通信、情報市場、研究結果の利用）および日本の通商産業省の住宅部門のコンサルタント契約を締結していた。1998年中国研究助成金評議会に関わり、2004年には全米技術科学評議会の査読者も務めている。 
2001年からサンクトペテルブルクのロシア科学アカデミーの会員、2002年からベラルーシのコンピュータサイエンスアカデミーの会員であり、日本ロボット学会の会員でもある。 2003年から2007年までは、プレハブの研究グループヴィースバーデンの会長を務め、2004年から2007年までは、IAARC-International Automation and Robotics for Constructionの会長を務めた。 
科学ジャーナルAutomation in Construction（Elsevier Science Publishers BV）、 International Journal of Strategic Property Management（IJSPM）（ Vilnius University of Technology ）、Journal of Civil Engineering and Management （Vilnius University of Technology）、The International Journal of Construction Management（中国建設管理研究所）とRobotica（ケンブリッジ大学出版局）などに執筆。
2003年にノヴォチェルカッスクの南ロシア国立工科大学（SRSTU）名誉教授の称号を授与。 2008年 IAARCリチャードL.タッカー-長谷川幸男賞を授与。2007年より東京大学工学部のフェローも務める 。2011年には日本の外務大臣賞を受賞。2017年には、オイゲン＆イルゼ・ザイボルト賞を受賞。